# Andrzej Lewandowski (polityk)
Andrzej Lewandowski (ur. 18 kwietnia 1954 w Darłowie) – polski polityk, technolog i samorządowiec, poseł na Sejm VII kadencji.

## Życiorys
Ukończył studia z zakresu technologii maszyn na Wydziale Mechanicznym Wyższej Szkoły Inżynierskiej w Koszalinie. Zawodowo pracował jako technolog w Fabryce Maszyn Rolniczych w Darłowie, a od 1986 jako zastępca kierownika w przedsiębiorstwie energetyki cieplnej. Działał w Związku Socjalistycznej Młodzieży Polskiej. Zasiadał w Miejsko-Gminnej Radzie Narodowej i radzie miejskiej Darłowa (1984–1988 i 1990–1998). Po wyborach samorządowych w 1990 z rekomendacji Komitetu Obywatelskiego objął stanowisko burmistrza Darłowa, które zajmował do 1994.
W III RP był członkiem kolejno Kongresu Liberalno-Demokratycznego, Unii Wolności i Partii Demokratycznej. Po odejściu z urzędu burmistrza pracował jako dyrektor i wicedyrektor Zarządu Obiektów Sportowych w Koszalinie, a od 2005 jako dyrektor Miejskiego Zarządu Budynków Komunalnych w Darłowie. Od 1998 do 2002 po raz pierwszy wchodził w skład rady powiatu sławieńskiego z listy UW. Do rady powiatu kandydował też bez powodzenia w 2006, mandat objął po rezygnacji Arkadiusza Klimowicza. W V kadencji samorządu (2006–2010) sprawował urząd starosty powiatu sławieńskiego. Wkrótce po rozpoczęciu urzędowania wstąpił do Platformy Obywatelskiej, jednak pod koniec kadencji wskutek konfliktu wewnątrz partii opuścił to ugrupowanie.
W wyborach w 2010 startował bezskutecznie do rady powiatu z ramienia lokalnego komitetu wyborczego. Przez kilka miesięcy pozostawał bezrobotny. W wyborach parlamentarnych w 2011 uzyskał mandat poselski, kandydując z 1. miejsca na liście Ruchu Palikota w okręgu koszalińskim i otrzymując 11 128 głosów. W październiku 2013, w wyniku przekształcenia Ruchu Palikota, został działaczem partii Twój Ruch. W marcu 2015, po rozpadzie klubu poselskiego TR, znalazł się w kole Ruch Palikota. W wyborach w 2015 nie uzyskał poselskiej reelekcji. W wyborach w 2019 był przedstawicielem TR na liście SLD do Sejmu, w których z wynikiem 2260 głosów nie uzyskał mandatu. Później dołączył do powstałej z przekształcenia SLD Nowej Lewicy, został kandydatem tego ugrupowania w wyborach w 2023.